# بازی دیکتاتور
بازی دیکتاتور یک بازی در حیطهٔ اقتصاد تجربی (به انگلیسی: experimental economics) است. این بازی بسیار شبیه به بازی اتمام حجت (به انگلیسی: ultimatum game) است.

## شرح
- معاملات بورس اوراق بهادار و واکنش‌ها و تصمیم‌های سرمایه‌گذاران در مقابل تحولات بازار بورس و رفتارها و تصمیم‌های سایر سرمایه‌گذاران
- تصمیم کشورهای عضو اوپک در مورد تغییر میزان استخراج و فروش نفت و میزان متابعت یا عدم متابعت آن‌ها از سهمیه بندی‌ های انجام شده و توافق شده (Quotas)
- رفتار شرکت‌ها در مورد قیمت‌گذاری محصول در شرایط انحصار یا بازارهای رقابت چندجانبه
- تعامل حیوانات با یکدیگر در زندگی اجتماعی (در مورد شکار کردن یا تقسیم دستاوردها و یا حمایت از یکدیگر)